# Bébé Blues
Pour les articles homonymes, voir Baby Blues.
Bébé blues (anglais : Baby Blues) est un comic strip lancé en 1990 par les Américains Rick Kirkman et Jerry Scott. Le thème des albums est la vie quotidienne de deux jeunes parents. Leur apprentissage commun de l'éducation de leurs enfants est traité sur le mode humoristique.
La série comporte plus de vingt albums en anglais, et 19 dans la version française. Le premier album en anglais (This is going to be tougher than we thought) est paru en 1991. La première parution française (Devine qui n'a pas fait la sieste ?) date de 1995. La série est toujours en cours.

## Personnages principaux
- Darryl MacPherson (Daniel MacPherson), et son épouse Wanda Wizowski-MacPherson, les parents[1].
- Leurs enfants : Zoe (Justine), Hamish (Gasp) et Wren (Jemma)[1].

Zoe est présente dès le premier album, où elle est encore un bébé. Ensuite, la famille s'agrandit au fur et à mesure des parutions. Hamish apparaît dans la série le 29 avril 1995 et sa sœur Wren le 26 octobre 2002.
Dans les dessins publiés dans la presse américaine en 2008, Zoe, Hamish et Wren ont respectivement 9 ans, 6 ans et 1 an.

## Albums parus en anglais
| Titre                                                      | Date de parution |
| ---------------------------------------------------------- | ---------------- |
| Baby Blues: This is going to be tougher than we thought.   | Avril 1991       |
| She Started It!                                            | Septembre 1992   |
| Guess Who Didn't Take a Nap?                               | Mars 1993        |
| I Thought Labor Ended When the Baby Was Born               | Mars 1994        |
| We Are Experiencing Parental Difficulties… Please Stand By | Mars 1995        |
| Night of the Living Dad                                    | Mars 1996        |
| I Saw Elvis in My Ultrasound                               | Septembre 1996   |
| One More and We're Outnumbered!                            | Mars 1997        |
| Check, Please…                                             | Mars 1998        |
| Threats, Bribes & Videotape                                | Août 1998        |
| If I'm a Stay-at-Home Mom, Why Am I Always in the Car?     | Mars 1999        |
| Lift and Separate                                          | Mars 2000        |
| I Shouldn't Have to Scream More Than Once!                 | Août 2000        |
| Motherhood Is Not for Wimps                                | Mars 2001        |
| Baby Blues: Unplugged                                      | Mars 2002        |
| Dad to the Bone                                            | Août 2002        |
| Never a Dry Moment                                         | Mars 2003        |
| Two Plus One Is Enough                                     | Mars 2004        |
| Playdate: Category 5                                       | Septembre 2004   |
| Driving Under the Influence of Children                    | Mai 2005         |
| Our Server Is Down!                                        | Octobre 2005     |
| Something Chocolate This Way Comes                         | Avril 2006       |
| Briefcase Full of Baby Blues                               | Avril 2007       |
| Night Shift                                                | Octobre 2007     |
| My Space                                                   | Mars 2009        |
| The Natural Disorder of Things                             | Octobre 2009     |
| Ambushed in the family Room                                | Octobre 2010     |
| Cut!                                                       | Avril 2011       |
| Eat, Cry, Poop                                             | Novembre 2011    |
| Scribbles at an Exhibition                                 | Mai 2012         |
| Bedlam                                                     | Novembre 2013    |
| Wetter, Louder, Stickier: A Baby Blues Collection          | Novembre 2014    |
| No Yelling!                                                | Octobre 2015     |
| Gross                                                      | Octobre 2016     |
| Binge Parenting                                            | Septembre 2017   |
| Adult time                                                 | Octobre 2018     |
| Surviving the Great Indoors                                | Octobre 2019     |

## Albums parus en français
| N° | Titre                                                                                   | Date de parution |
| -- | --------------------------------------------------------------------------------------- | ---------------- |
| 1  | Devine qui n'a pas fait la sieste ?                                                     | 08/1995          |
| 2  | Papa, maman, et moi, et moi et MOI !                                                    | 01/1996          |
| 3  | Il y a des jours, comme ça…                                                             | 01/1997          |
| 4  | Bon anniversaire la puce !                                                              | 01/1998          |
| 5  | Tu crois qu'elle le fait exprès ?                                                       | 05/1998          |
| 6  | Nous traversons une zone de turbulence parentale                                        | 11/1998          |
| 7  | La nuit des pères-vivants                                                               | 06/1999          |
| 8  | Rends les clés, papa est en retard!                                                     | 01/2000          |
| 9  | Tu trouves qu'il nous ressemble?                                                        | 12/2000          |
| 10 | Bébé road                                                                               | 10/2001          |
| 11 | Il en sort de partout !                                                                 | 05/2002          |
| 12 | Encore un et ils seront plus nombreux que nous                                          | 06/2003          |
| 13 | L'addition, s'il vous plait!                                                            | 06/2004          |
| 14 | Chaud devant !                                                                          | 01/2005          |
| 15 | Menaces, mensonges et vidéo !                                                           | 06/2005          |
| 16 | Chut, Papa dort !                                                                       | 03/2006          |
| 17 | Si je suis une mère au foyer, pourquoi suis-je toujours dans la voiture ?               | 06/2006          |
| 18 | Chaque fois que je regarde les enfants, je me demande où sont passées toutes ces années | 06/2007          |
| 19 | Je crois que les enfants commencent à s'agiter…                                         | 03/2008          |

## Récompenses
- En 1995, Rick Kirkman a obtenu le Newspaper Comic Strips award de la National Cartoonists Society pour son travail sur baby Blues.
- En 2001, Jerry Scott a obtenu le Reuben Awards[5] de la National Cartoonists Society pour son travail sur Baby Blues et Zits.

## Sources
- (en) Cet article est partiellement ou en totalité issu de l’article de Wikipédia en anglais intitulé « Baby Blues » (voir la liste des auteurs).